# 山口とも
山口 とも（やまぐち とも）は、日本の音楽家、パーカッショニスト、廃品打楽器協会の会長。愛称はともとも。

## 来歴
祖父は「かわいい魚屋さん」など数多くの童謡を作曲した作曲家山口保治。父は新日本フィルハーモニー交響楽団名誉首席ティンパニ奏者であり、日本打楽器協会会長の山口浩一。叔父は現代音楽の分野で武満徹作品の演奏などで知られる打楽器奏者の山口恭範、叔母は同じく打楽器奏者の吉原すみれ。また曾祖父が愛知県で霞座という芝居小屋をもち、芸者の置屋を経営していた。恵まれた音楽環境に育ちながら、子供時代は祖父の音楽レッスンに付いてゆけず、ドロップアウト。子供時代は家族のように音楽家にはならないようにしようと考えていた。そのため音楽大学を出ておらず、自己流で打楽器の演奏を学んだ。
つのだ☆ひろのアシスタントとして音楽の世界に入り、つのだ☆ひろとJAP,S GAP,Sのパーカニストとしてデビュー。もともとはドラマーであったが、つのだ☆ひろがドラマーであったため、同じバンドに2名のドラムは要らないということで、パーカッションに転向した。
バンド解散後、フリーのパーカッショニストとして中山美穂・今井美樹・平井堅・石井竜也・おおたか静流・小野誠彦・中山ラビ・三宅純・キリンジ・空気公団など音楽のジャンルを越えて数多くのアーティストのツアーやレコーディングに参加。
1995年の音楽劇「銀河鉄道の夜」をきっかけに廃品からオリジナル楽器を作るようになり、現在のキャラクターを確立。2004年には日本演芸協会の福岡詩二から「打楽器コメディアン」の称号をもらい浅草東洋館（フランス座）に出演、2003年から2006年までの間、UAとともにNHK教育テレビ「ドレミノテレビ」に出演し、「ともとも」の愛称で子供たちにも親しまれている。
ヲノサトル、寺師徹、田中邦和と結成した魅惑のムード音楽を演奏する4人組、ブラックベルベッツのメンバーでもある。

## 出演

### 過去の出演

#### レギュラー出演
- ドレミノテレビ（2003年4月 - 2006年3月、NHK教育） - ともとも役

#### ゲスト出演
- ラジオ深夜便（2016年6月12-15日、NHKラジオ第一） - ゲスト出演
- ワンワンパッコロ!キャラともワールド（2016年6月19日、2018年9月2日 NHK BSプレミアム） - ともとも役でゲスト出演
- バナナ♪ゼロミュージック（2017年6月3日、NHK総合） - ゲスト出演

## 著書
- ともともと遊ぼう!ガラクタえんそう会 ともともといっしょにたたく!つくる!親子で楽しく音楽会! （リットーミュージック） 2006年12月発刊

## 主な参加アルバム
キリンジ
- 1998年 - 双子座グラフティー
- 1998年 - ペイパードライバーズミュージック
- 1999年 - 47'45"
- 2002年 - Fine

中島美嘉
- 2004年 - SEVEN

空気公団
- 2005年 - あざやか
- 2007年 - 空気公団作品集
- 2011年 - 春愁秋思
- 2012年 - 夜はそのまなざしの先に流れる

小泉今日子
- 2012年 - Koizumi Chansonnier

ブラックベルベッツ
- 2004年 - ブラックベルベッツの世界
- 2007年 - ブラックベルベッツの宇宙
- 2008年 - ブラックベルベッツの休日
- 2008年 - ブラックベルベッツ・インジャパン
- 2013年 - ブラックベルベッツの季節

三宅純
- 1995年 - 常夏乃優ヒ
- 1997年 - Latinism Reversible
- 1999年 - MONDO EROTICA
- 1999年 - GLAM EXOTICA
- 2000年 - Innocent Bossa in the mirrr
- 2009年 - 中国の不思議な役人

小野誠彦
- 2002年 - SO PEACEFUL,SIMPLE AND STRONG-
- 2008年 - アット・ザ・ブルーノート東京

中山美穂
- 1994年 - Pure White Live '94
- 1996年 - Deep Lip French
- 1997年 - Groovin' Blue

平井堅
- 2002年 - Strawberry sex

THE STREET SLIDERS
- 1987年 - THE LIVE! 〜HEAVEN AND HELL〜

二階堂和美
- 2003年 - また おとしましたよ

南壽あさ子
- 2012年 - Landscape

照井利幸
- 2004年 - RAVEN

SIGNALS
- 2011年 - NAKED FOOL

沢知恵
- 2010年 - ライブ・アット・ラカーニャ 夏

持田香織
- 2010年 - NIU

NHKにほんごであそぼ
- 2009年 - みんなちがってみんないい

trico!
- 2008年 - everyday trip

anonymoss
- 2008年 - anonymoss

湯川潮音
- 2007年 - ギンガムチェックの小鳥

Yuko Ikoma
- 2007年 - Maisture with Music Box

野川さくら
- 2006年 - てのひらのなかのルピカ

CIRCUS
- 2005年 - HEART TO HEART

高鈴
- 2006年 - いろどおり

ズボンドズボン
- 2004年 - LONG SKIRT

IWAO
- 2004年 - Winter Delight

山本領平
- 2004年 - Take Over コールドフィートプロデュース

UA
- 2004年 - うたううあ

anoa
- 2002年 - Baby Step

入江雅人 アンド ピラニアンズ
- 1995年 - OK 新宿

esq
- 1996年 - jamboree
- 1997年 - EPISODE Vol.1
- 1997年 - ONE&ONLY
- 1998年 - Gems
- 2000年 - tailor-made/esq
- 2001年 - EPISODE Vol.2
- 2002年 - EPISODE Vol.3
- 2002年 - In Motion-Album-
- 2003年 - Koo:kan
- 2005年 - Sometimes Happy
- 2005年 - Makin'Love
- 2006年 - Hert And Soul
- 2007年 - Sing-A-Ring
- 2007年 - しじま-Silent of the night-
- 2009年 - The City
- 2009年 - 恋しくて

ELLIS
- 1998年 - ハートには逆えない

ellipetz
- 1998年 - elli&petz Gelato

大木彩乃
- 2000年 - 屋上遊園地
- 2002年 - 鏡と女

おおたか静流
- 1994年 - ベストコレクション花

CAN CAMAY
- 1993年 - ぼくがやさしい気持ちなら

笠原弘子
- 1995年 - TEA FOR ME
- 2000年 - スーパーベスト CD4枚組

加藤いづみ
- 1999年 - SPRING-A-RING-A-RING

かの香織
- 1996年 - ウララ

キセル
- 2001年 - 夢

杏子
- 1997年 - TOKYO DEEP LONDON HIGH

KUSU KUSU
- 1991年 - ハッスルジャンジャン X'mas
- 1991年 - CAJON
- 1991年 - ATTAKUTTA
- 1992年 - GO.クジラと夏
- 1992年 - KWENDA

後藤真希
- 2002年 - 手を握って歩きたい

ザ・童謡ポップス
- 2001年 - ザ・童謡ポップス1 クリスマスと冬のうた集

シオン
- 1989年 - Strange But True
- 1990年 - 夜しか泳げない

詩子
- 1991年 - YES.
- 1992年 - FOR MYSELF

宮原芽映
- 1991年 - おかえり
- 1992年 - ドアは開けとく

種ともこ
- 1993年 - MIGHTY LOVE

中西俊博
- 1995年 - FIDDLING IN MY NEST

ハイポジ
- 1994年 - カバのオムツ

白鳥由里
- 1995年 - キャラメルポップ
- 1997年 - TENDANCE D'EAN

大須賀ひでき
- 1995年 - セレナーデ

INISH MORE
- 1995年 - INISH MORE

鄭華娟
- 1995年 - 旅途興歳月的記念品

JOKE VOX
- 1997年 - 天然狂時代

亜波根綾乃
- 1997年 - A-ray

KALAK
- 1998年 - 七月の雪

Lira
- 1998年 - GARDEN
- 1998年 - COLORS OF LOVE

Heaco
- 1999年 - ONE FINE DAY

古谷玲香
- 1990年 - あなたのほかにはあなたはいない

マルカート
- 1999年 - マルカート
- 1999年 - 休暇の午後のハナシ

朝本千可
- 1994年 - エイジアン ハーツ

アニメ アキハバラ電脳組
- 1999年 - 2011年の夏休み
- 1999年 - Azoth-C.T.i.A/O.S.T.
- 1999年 - BEBIS-C.T.i.A/O.S.T.

堂島考平
- 2000年 - 黄昏エスプレッソ

櫛引彩香
- 2000年 - mush☆room
- 2001年 - サニーデイ

森川美穂
- 2000年 - ロスト&ファウンド

GAKU-MC
- 2000年 - 25℃に保たれた街

ピジョンズミルク
- 2002年 - りんご

平山みき
- 1991年 - 真夏の出来事 メレンゲでいかせていただきます

ピラニアンズ
- 1994年 - サボテンマン
- 1997年 - 富士山リバーブ

ピアニカ前田ミーツウチナーポップ
- 1995年 - AJIAN NOSALGIA

福冨英明
- 2000年 - i love you
- 2003年 - MELODIES OF HOPE

nana
- 2000年 - PASION DE JAPON

中山ラビ
- 2001年 - ラビ
- 2002年 - ラビing
- 2006年 - ラビ組

山本公樹
- 2001年 - short stories

村沢さなえ
- 2002年 - ずいずいずっころばしごまみそずい

遊佐未森
- 2002年 - TRAVELOGUE sweet and bitter collection

Roboshop Mania
- 2002年 - LIFESTYLE

BREEZE
- 2002年 - My Favorite Things

COLDFEET
- 2003年 - COLDFEET presents JAZZFEET

yae
- 2005年 - 恋の三部作

多和田えみ
- 2008年 - infinity

JAP'S GAP'S
- 1980年 - JAP'S GAP'S
- 1982年 - ノープロブレム
- 1983年 - ライド

つのだ☆ひろ
- 1982年 - バラード

桑田リン
- 1984年 - 世界中の時計を止めてしまいたい夜
- 1986年 - ガラ

亜蘭知子
- 1986年 -  LAST GOOD-BYE

## 主な参加映像作品
早見優
- 1984年 - HAPPY SIGN LIVE 1984
- 1984年 - EXCITING YOU '85 STANDUP

清水宏次朗
- 1988年 - 88.BEAT FINAL Vol.1.2.3

中山美穂
- 1988年 - CATCH ME MIHO NAKAYAMA LIVE '88
- 1996年 - Miho Nakayama Concert Tour '96 Sound of Lip
- 1998年 - MIHO NAKAYAMA TOUR '98 Live・O・Live

種ともこ
- 1989年 - O・HA・YO 89.CONCERT
- 1990年 - TOMOKO まで51Km

今井美樹
- 1990年 - ア・ライヴ

浜田麻里
- 1991年 - BEYOND TOMORROW

西田ひかる
- 1991年 - HIKARU NISHIDA 1991 CONCERT 真夏上手

日高のり子
- 1991年 - あなたが宇宙.PAFO PAFO LIVE

裕木奈江
- 1994年 - 不思議 コンサート 1994

笠原弘子
- 1995年 - TEA FOR ME アコースティックライヴ95~
- 1997年 - TAKE THE "K" TRAIN

バイオリンは友だち　NHK
- 1998年 - ポップスを弾こう　1.2

平井堅
- 2001年 - Ken Hirai Films Vol.4 LIVE TOUR 2001 gaining through losing at the BUDOKAN

石井竜也
- 2003年 - NYLON CLUB TATSUYA ISHII CONCERT TOUR 2002

モーニング娘。
- 2005年 - "熱っちぃ地球を冷ますんだっ。"文化祭2004~STOP! 地球温暖化~

岡本太郎
- 2006年 - Be TARO 100人の岡本太郎

シャンプー王子
- 2008年 - シャンプー王子

esq
- 2011年 - 15/51 15th Anniversary Live